# Gregorio Lazzarini
Pour les articles homonymes, voir Lazzarini.
Gregorio Lazzarini (Venise, 1655 - Villabona di Rovigo, 10 novembre 1730) est un peintre vénitien baroque éclectique, décorateur et perspectiviste, frère de la peintre prolifique Elisabetta Lazzarini (1662–1729).

## Biographie
Formé auprès du peintre génois Francesco Rosa, de Girolamo Forabosco, et à l'atelier du peintre baroque Pietro della Vecchia, Gregorio Lazzarini est inscrit ensuite à la ligue vénitienne des peintres à partir de 1687.
Peintre très fécond, il est appelé pour décorer de nombreuses villas en Vénétie, en Autriche, en Pologne et en France, mais il n'abandonna jamais Venise pendant sa longue carrière, sauf vers la fin de sa vie à Villabona.
Il est sous la protection des familles les plus importantes de la ville, et réalise en 1694 six toiles pour l'arc de triomphe de Morosini au palais des Doges. Elles sont conservées à la salle des scrutins.
Il avait un florissant atelier et a eu comme élèves Gaspare Diziani, Camerata, et surtout, à partir de 1710, le peintre Giambattista Tiepolo devenu fameux.

## Œuvres
- Présentation de Jésus au Temple, Galeries de l'Académie de Venise[2]
- Le couronnement de la Vierge Dôme de Padoue
- Crucifixion, retable, église paroissiale de San Biagio, Cinto Caomaggiore
- La mort de Didon, Le combat d'Enée et de Mésence (c.1714), salle de l'Énéide du Palais Buonaccorsi à Macerata.
- Ultima Cena, dôme de Caorle
- Retable, Villa Gaudio
- Portrait de Carlo Ruzzini, homme d'État, diplomate, sénateur et doge de Venise (1732-1735)
- Sala dello Scrutinio, palais des Doges, Venise
- San Lorenzo Giustiniani, maison des patriciens, Venise
- Maître-autel de Aidussina
- Saint Antoine avec l'Enfant Jésus, Mira
- Rebecca au puits Musée du Palais Mocenigo Venise
- La Charité
- Madeleine repentante
- Moïse faisant jaillir de l'eau
- Suzanne et les vieillards
- Le Sacrifice d'Abraham
- Orphée massacré par les Bacchantes, v. 1698, huile sur toile, 320 × 520 cm, Ca' Rezzonico, Venise[3]
- La Nautique et l'Agriculture
- Sainte Thérèse couronné par le Sauveur Contre-façade de l'Église Santa Maria di Nazareth à Venise

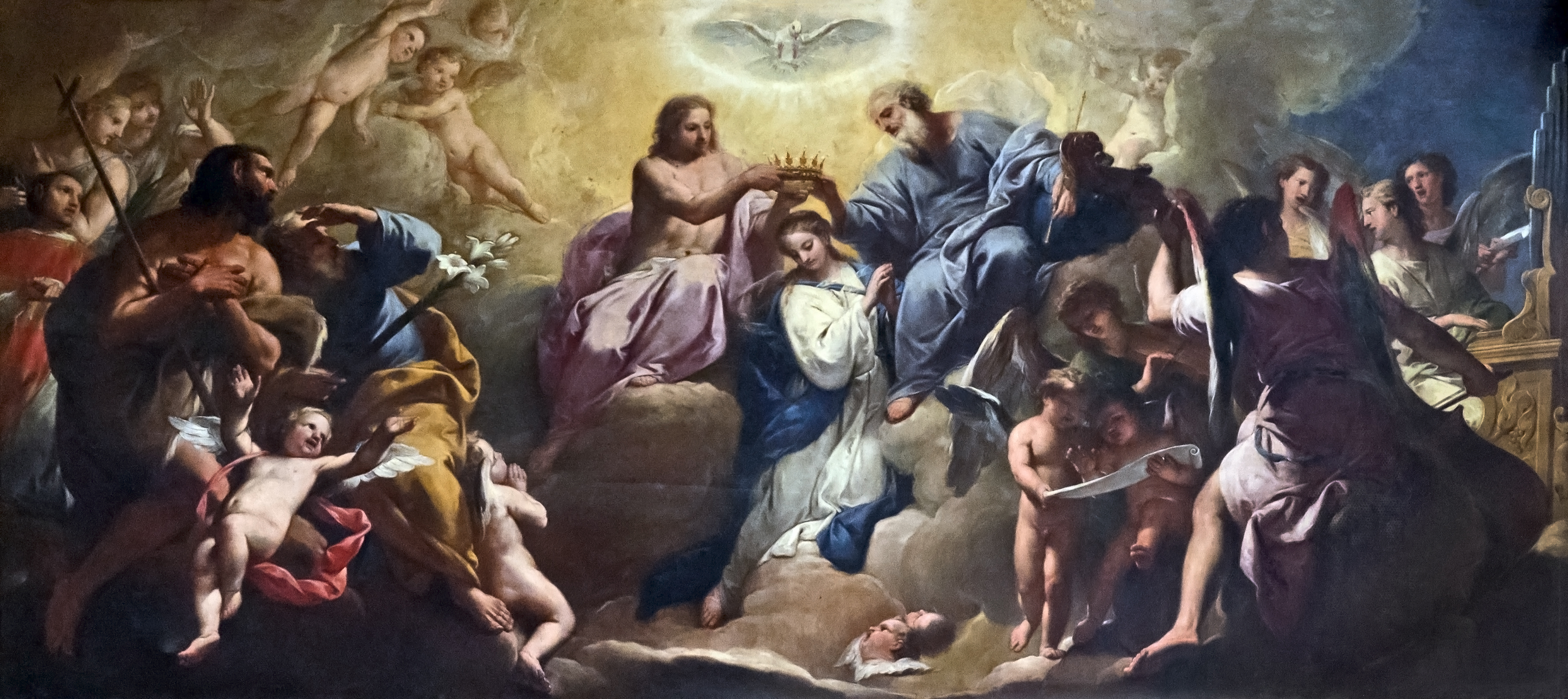
Le couronnement de la Vierge Dôme de Padoue
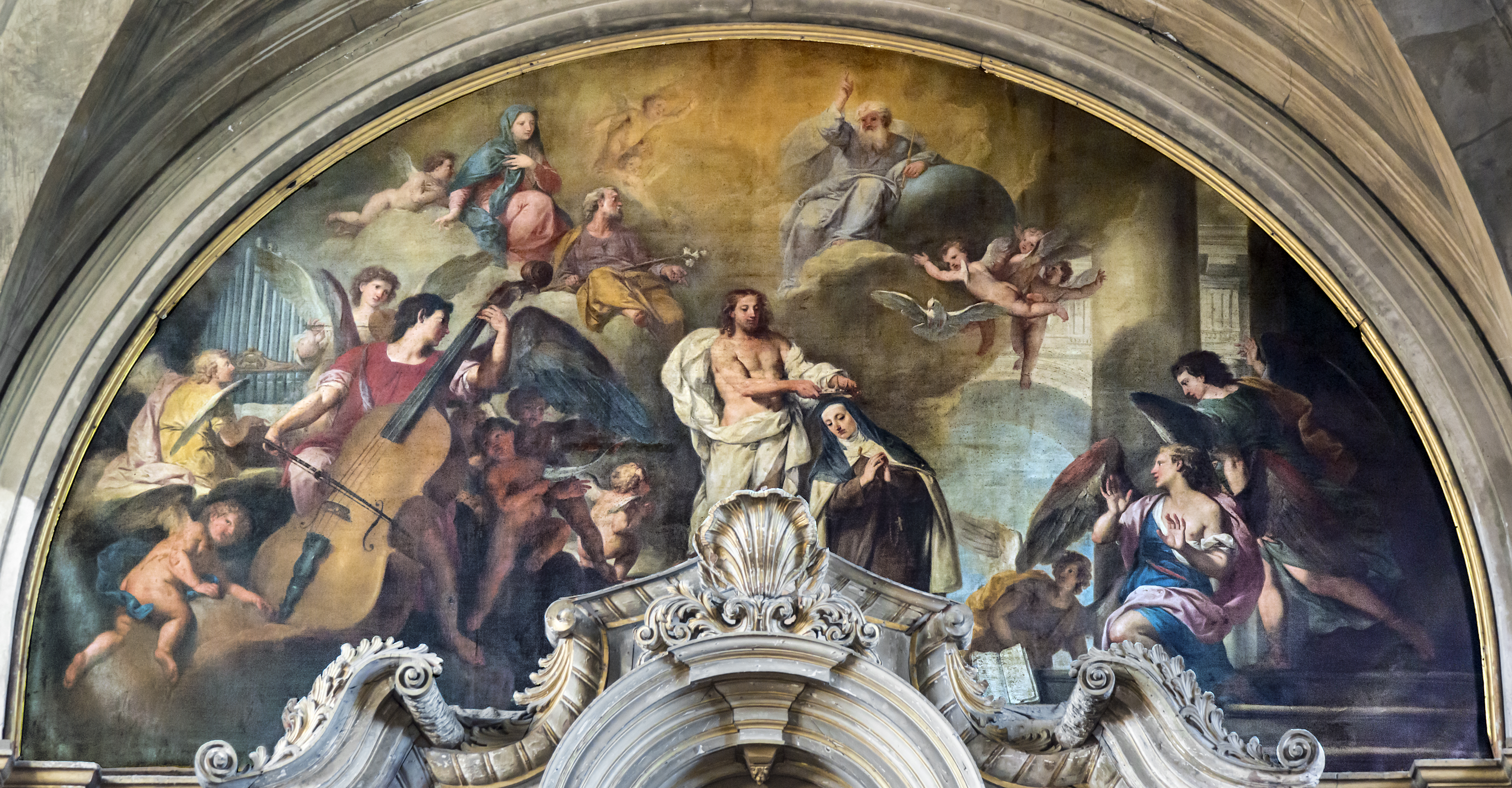
Sainte Thérèse couronné par le Sauveur

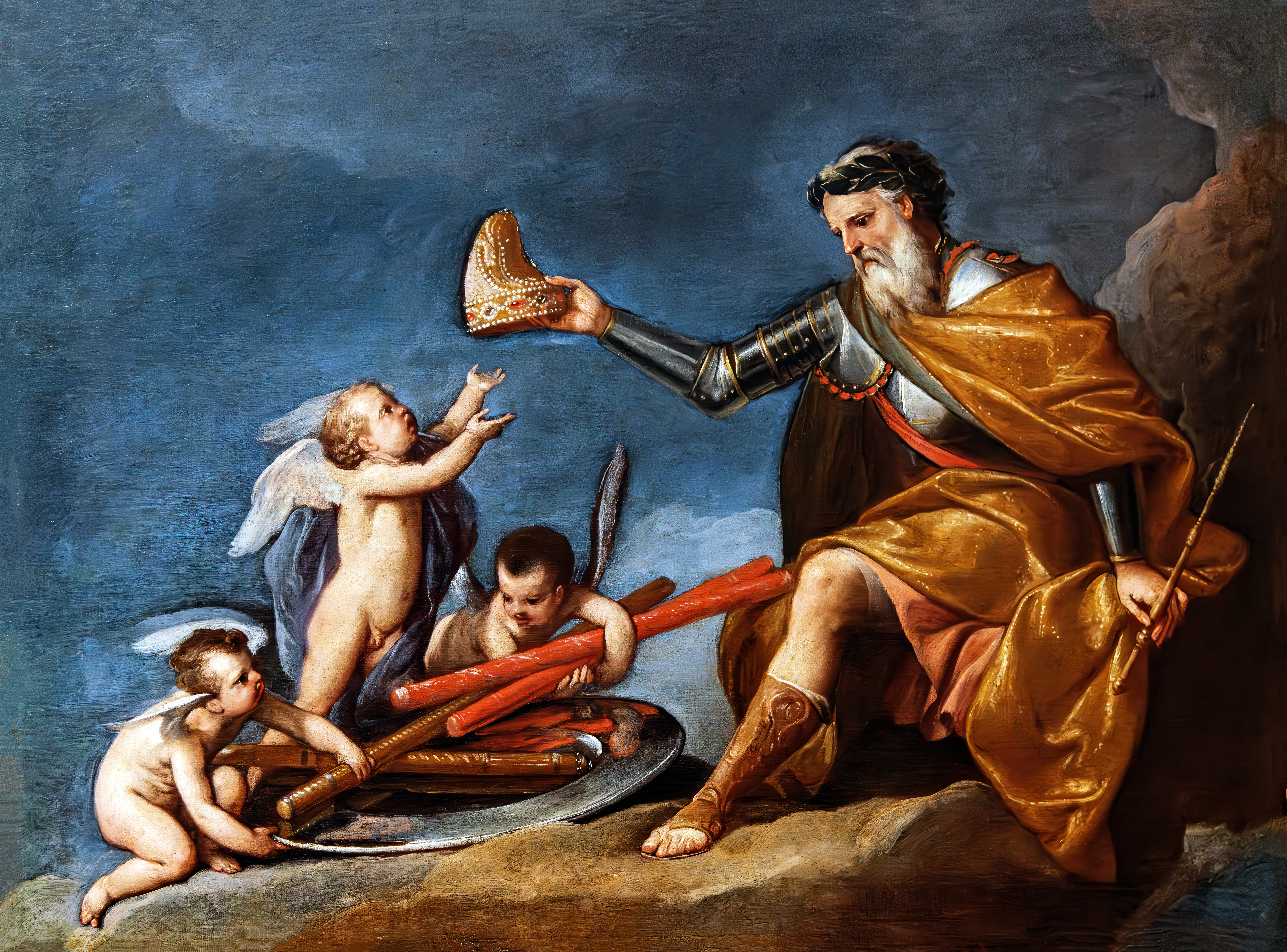
Allégorie du pouvoir militaire - Museo Correr
Allégorie du pouvoir temporel - Museo Correr
Le doge Morosini offre, la Morée reconquise, à Venise.- Museo Correr[5]
Rébecca au puits Musée du Palais Mocenigo
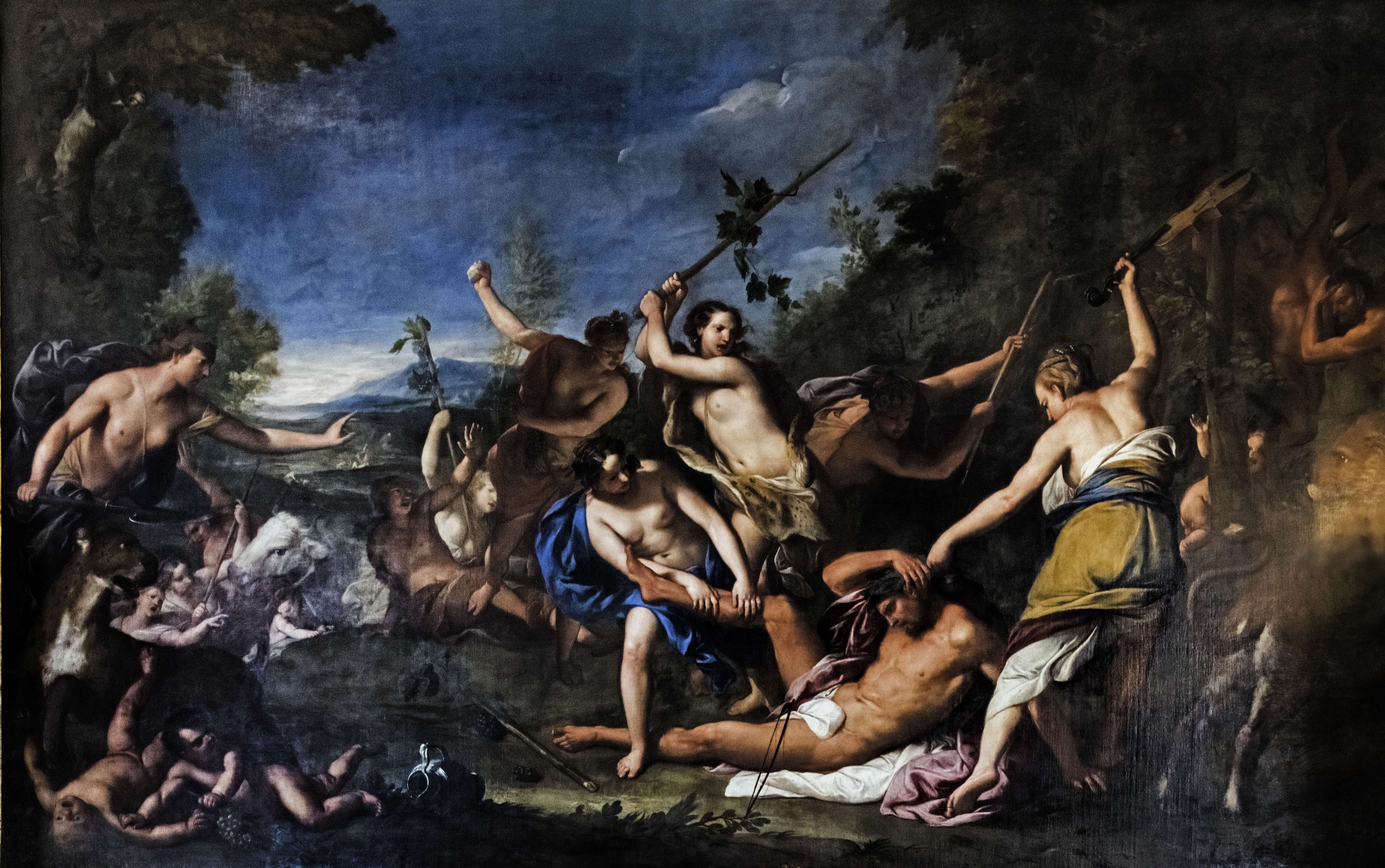
Orphée massacré par les Bacchantes Ca' Rezzonico, Venise
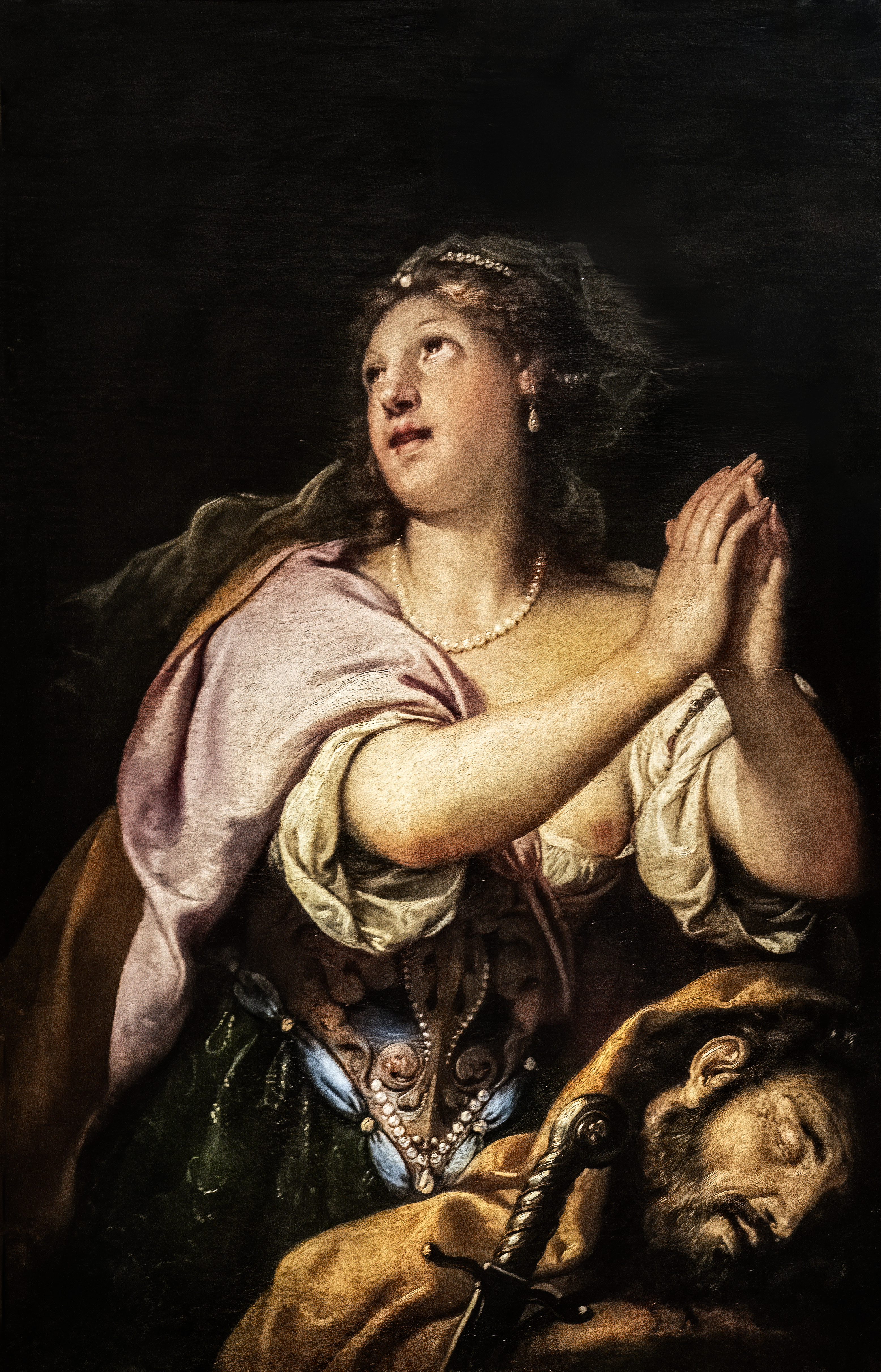
Judith Complexe de santa Caterina, Trévise
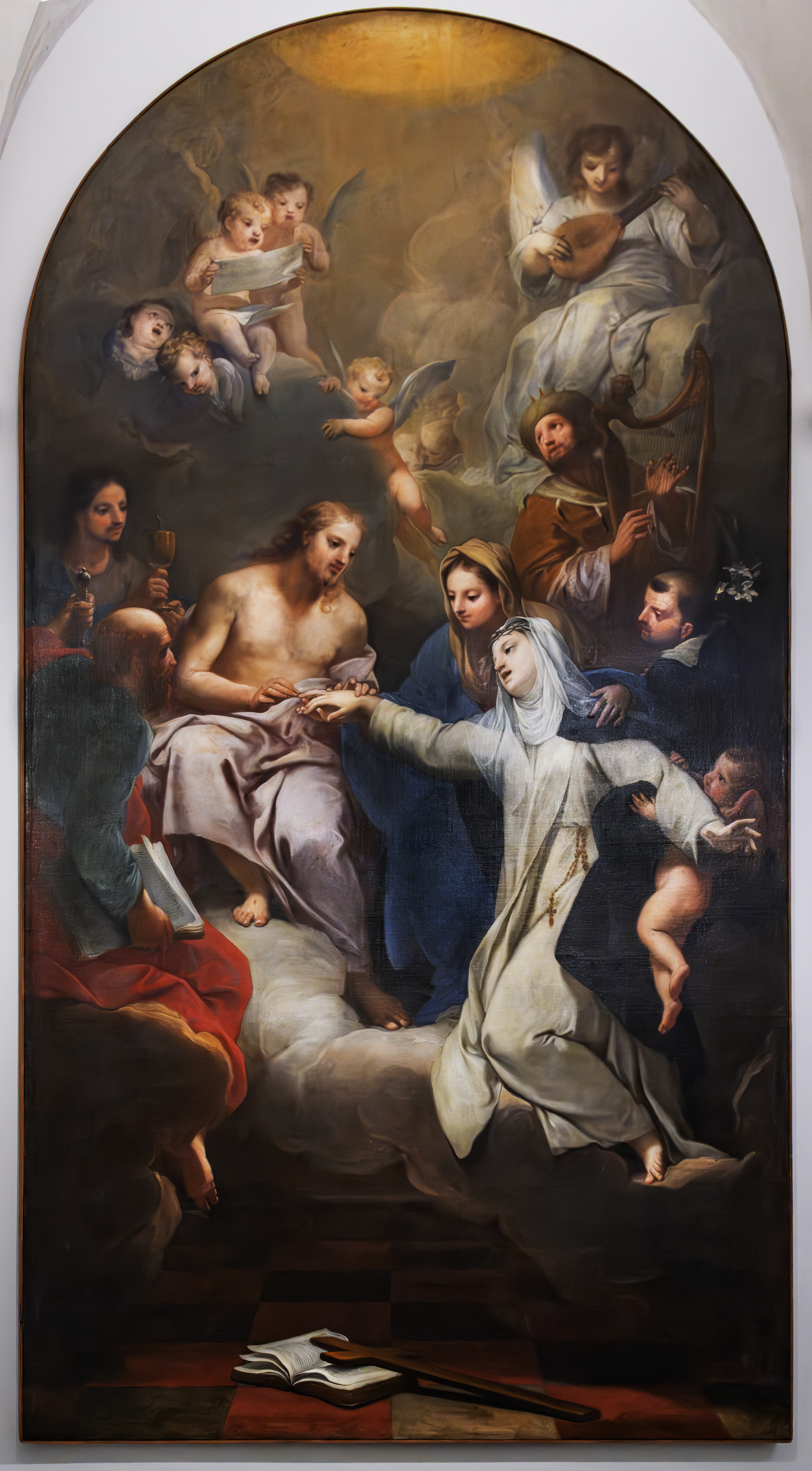
Mariage mystique de saint. Catherine de Sienne en présence d'autres saints Complexe de santa Caterina, Trévise